# Хюго Бътлър
Вижте пояснителната страница за други личности с името Бътлър.
Хюго Бътлър (на английски: Hugo Butler) е канадско-американски сценарист.
Роден е на 4 май 1914 година в Калгари, в семейството на актьор и сценарист. Работи като журналист и драматург, а през 1937 година се премества в Холивуд и започва да пише сценарии за киното, като за работата си по „Edison, the Man“ (1940) е номиниран за „Оскар“ за оригинален сценарий. Участва във Втората световна война, а след нейния край е включен в черните списъци на Холивуд със симпатизанти на комунизма. Известно време пише сценарии под чуждо име, след което заминава за Мексико, където работи с режисьори като Луис Бунюел и Карлос Вело.
Хюго Бътлър умира на 7 януари 1968 година в Лос Анджелис.